# Zwergbuschfische
Die Zwergbuschfische (Microctenopoma) sind eine Gattung der Fische aus der Familie der Kletterfische und Buschfische (Anabantidae). Die Gattung kommt südlich der Sahara vom tropischen Westafrika bis zum Kongobecken, im Einzugsgebiet des Tschadsees, im Sudan, im Einzugsgebiet des Edwardsees und im Süden in den Stromgebieten von Okavango, Sambesi und Kafue vor. Die Gattung wurde 1995 für die Brutpflegenden und Schaumnestbauenden Arten der Gattung Ctenopoma neu aufgestellt.

## Merkmale
Microctenopoma-Arten werden 3,6 bis 8,5 cm lang, sie bleiben damit kleiner und besitzen eine gestrecktere Gestalt als die Buschfische der Gattung Ctenopoma. Außerdem zeigen sie einen ausgeprägten Geschlechtsdimorphismus, der bei Ctenopoma nicht zu finden ist, und sind oft wesentlich farbenprächtiger als die Ctenopoma-Arten. Weitere Unterschiede bestehen im Bereich der Osteologie. Hauptunterschied ist aber das Brutpflegeverhalten. Ctenopoma-Arten sind Freilaicher und kümmern sich nicht um den Laich. Wie bei Buntbarschen ist die Seitenlinie bei allen Buschfischen in einen vorderen Teil, der nah der Rückenflosse verläuft und einen hinteren, auf der Flankenmitte verlaufenden Abschnitt geteilt. Zwischen den Augen liegen zwei Sinnesporen. Das Maul ist endständig, die Zähne konisch und unspezialisiert. Die äußeren Knochen des Kiemendeckels besitzen gesägte Hinterkanten. Das Labyrinthorgan dient zur Aufnahme atmosphärischen Sauerstoffs in sauerstoffarmen Gewässern. Die Bauchflossen sind lang und reichen bis zum Beginn der Afterflosse oder darüber hinaus.
- Schuppenformel: SL 25-28.

## Lebensweise
Microctenopoma-Arten leben vor allem in kleineren, stark beschatteten und pflanzenreichen Gewässern, sind carnivor und fressen alles, was sie überwältigen können. In der Fortpflanzungszeit sind sie revierbildend und zeigen ein komplexes Balzverhalten. Die Eier legen sie in ein Schaumnest, das mit Schwimmpflanzen und Pflanzenteilen verstärkt wird.

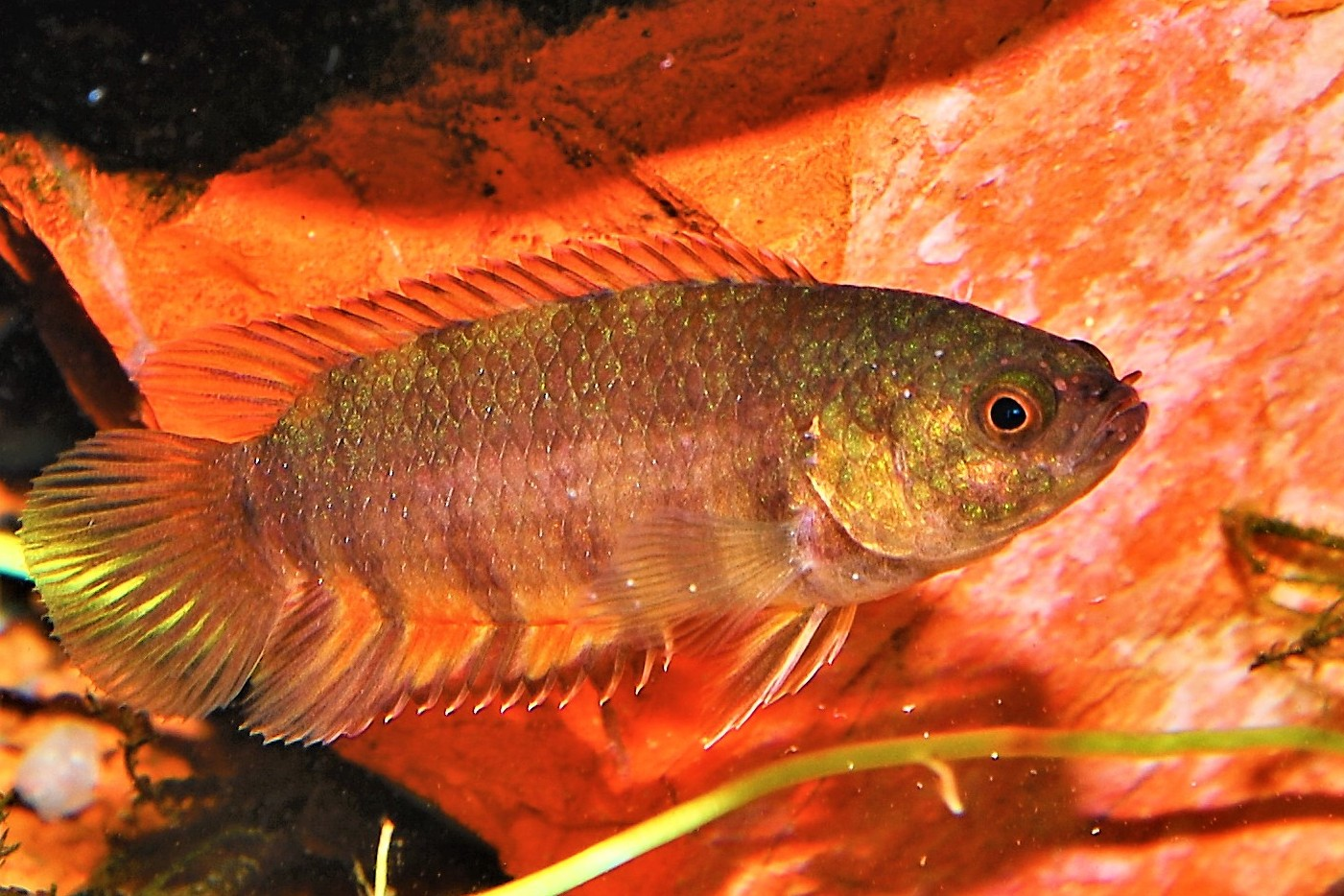
Microctenopoma ansorgii

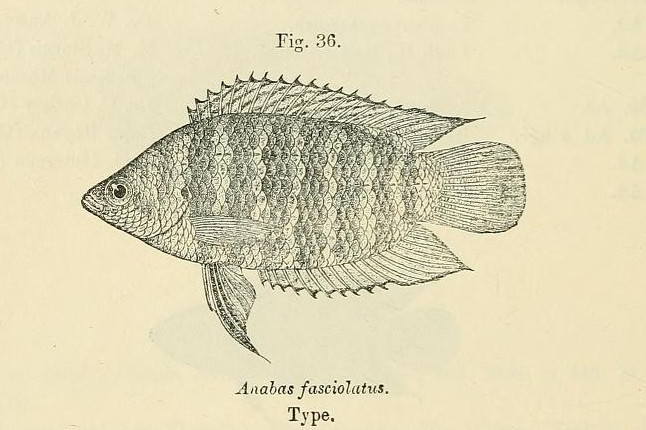
Microctenopoma fasciolatum

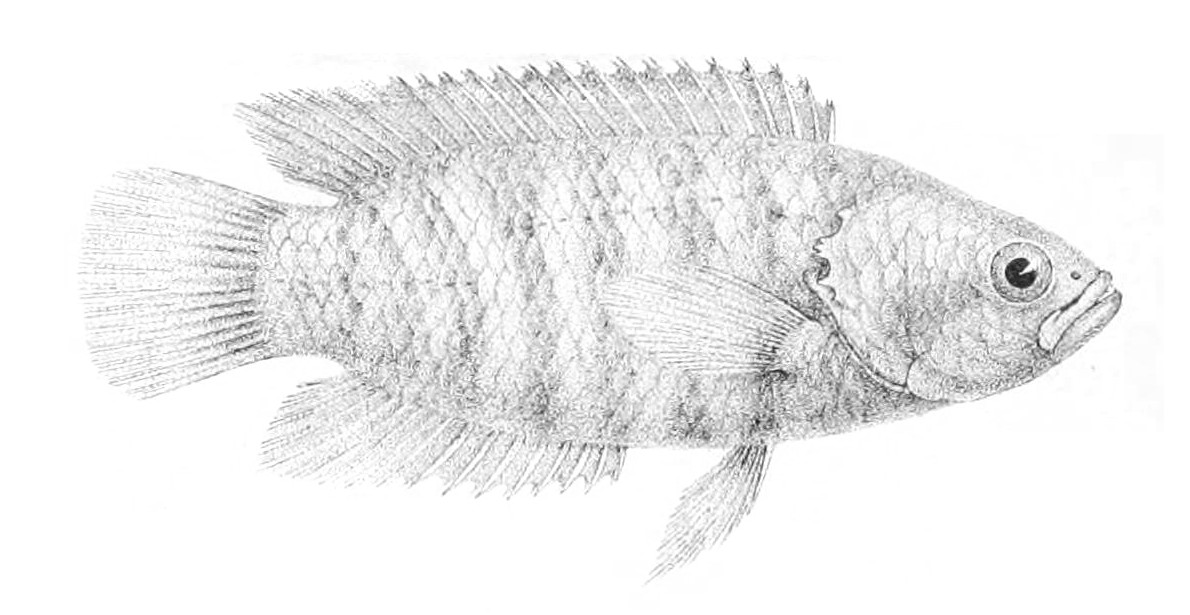
Microctenopoma nanum

## Arten
Es gibt zwölf Arten, von denen zehn früher Ctenopoma zugeordnet und zwei weitere bei der Erstbeschreibung der Gattung neu aufgestellt wurden.
- Orange-Zwergbuschfisch (Microctenopoma ansorgii) (Boulenger, 1912)
- Kongo-Zwergbuschfisch (Microctenopoma congicum) (Boulenger, 1887)
- Perlzwergbuschfisch (Microctenopoma damasi) (Poll & Damas, 1939)
- Gebänderter Zwergbuschfisch (Microctenopoma fasciolatum) (Boulenger, 1899)
- Microctenopoma intermedium (Pellegrin, 1920)
- Microctenopoma lineatum (Nichols, 1923)
- Microctenopoma milleri (Norris & Douglas, 1991)
- Zwergbuschfisch (Microctenopoma nanum) (Günther, 1896)
- Microctenopoma nigricans Norris, 1995
- Microctenopoma ocellifer (Nichols, 1928)
- Microctenopoma pekkolai (Ahl, 1935)
- Microctenopoma uelense Norris & Douglas, 1995